# Milan Horvát
Milan Horvát (* 22. ledna 1953) se ve svých občanských aktivitách dlouhodobě věnuje řešení pracovních a sociálních problémů romských občanů. V roce 1998 založil Sdružení romských občanů v Lysé nad Labem, které organizuje kulturní a vzdělávací akce pro Romy, pečuje o osoby bez přístřeší a řeší sociální problémy rodin s dětmi. Pořádá festival romské kultury a celostátní romský ples.
V roce 2001 byl oceněn Nadací Via za zprostředkování bezproblémové komunikace Romů s úřady.
V roce 2005 byl nominován na titul sociálně prospěšný podnikatel.
V roce 2006 u příležitosti státního svátku vzniku samostatného Československa byl vyznamenán oceněním Medaile Za zásluhy III. stupně.
Jako člen ODS působil v zastupitelstvu Lysé nad Labem, kde byl v roce 2006 zvolen na třetí volební období v řadě.